# Daniel Sea
Daniel Sea, nato Daniela Sea (Santa Monica, 5 marzo 1977), è un attore statunitense.
È vegetariano e difende i diritti animali. Ha recitato in The L Word nei panni di Moira/Max.
Ha passato la sua infanzia col patrigno alle Hawaii, i suoi primi ricordi sono inerenti al mare ed è per questo che come nome d'arte ha scelto "sea".
Nel 2005 appare nel videoclip musicale della canzone First Day of My Life dei Bright Eyes insieme alla compagna Bitch.
Ha vissuto in Europa, in Asia dove ha passato otto mesi in India come un uomo (prima di dichiararsi come uomo trans e di cominciare la transizione di genere). Tornato in America e trasferitosi a New York è stato inserito nel cast di The L Word, dove ha interpretato il primo personaggio trans FtM in una serie televisiva. È il bassista del gruppo The Thorns of Life.

## Filmografia

### Cinema
- Itty Bitty Titty Committee, regia di Jamie Babitt (2007)

### Televisione
- The L Word - serie TV, 44 episodi (2006-2009)
- Law & Order - Unità vittime speciali (Law & Order: Special Victims Unit) - serie TV, episodio 10x14 (2009)
- The L Word: Generation Q - serie TV, episodio 3x04 (2022)

## Doppiatori italiani
Nelle versioni in italiano delle opere in cui ha recitato, Daniel Sea è stato doppiato da:
- Barbara De Bortoli in The L Word